# Celyphus
Celyphus rallus — викопні ціанобактерії, відомі з раннього крейдяного періоду